# Skaftafell
Národní park Skaftafell se nachází na jihu Islandu mezi městy Kirkjubæjarklaustur a Höfn.
Byl založen 15. září 1967; později byla jeho rozloha dvakrát zvětšena. Dnes pokrývá území asi 4 807 km2, což ho řadí na druhé místo mezi islandskými národními parky. Nachází se v něm například údolí Morsárdalur, hora Kristínartindar a ledovec Skaftafellsjökull (jeden z výběžků ledovce Vatnajökull).
Krajina je podobná té alpské, ale na rozdíl od ní byla po staletí utvářena působením ohně (sopka Öræfajökull) a vody
(ledovce Skeiðarájökull a Skaftafellsjökull; řeky Skeiðará, Morsá a Skaftafellsá).
Vulkanické erupce pod ledovou čepičkou několikrát v minulosti zapříčinily bahnotoky (islandsky jökulhlaup), které ohromně rozvodnily hlavně řeku Skeiðará. Pustina mezi ledovcem a mořem vzniklá naplaveninami z bahnotoků se obecně nazývá sandur (česky písek), zde na řece Skeiðará pak Skeiðarársandur nebo jen Sandur.
Od roku 1996, kdy přišel zatím poslední velký bahnotok, se zde objevilo vícero menších, z nichž nejvýznamnějším byl ten v roce 2004.
Skaftafell je známý především pro své příjemné klima a slunečné letní dny, tak neobvyklé na jihu Islandu. Lze zde nalézt přírodní březový háj Bæjarstaðarskógur, mnoho druhů ptáků a polární lišky.
Vodopád Svartifoss (česky Černý vodopád) padá do hloubky 12 metrů. Byl pojmenován podle černých sloupů bazaltu,
které ho obklopují.
Ve středověku se na území dnešního parku nacházelo několik velkých statků, ty však byly po dvou obřích erupcích a následných bahnotocích opuštěny. Dnes jsou dva poslední statky, které zde ještě přežívají, zaměřené spíše na turisty.
Celý park je protkán sítí turistických stezek; je zde vybudováno infocentrum a velký kemp.